# With Babies and Banners: Story of the Women's Emergency Brigade
Pour plus de détails, voir Fiche technique et Distribution.
With Babies and Banners: Story of the Women's Emergency Brigade est un film américain réalisé par Lorraine Gray, sorti en 1979.

## Synopsis
Entre décembre 1936 et février 1937, les ouvriers de l'United Auto Workers ont mené une grève dans la durée au sein des usines General Motors Fisher Body 1 et 2, situées à Flint (Michigan).
Connue sous le nom de grève sur le tas de Flint, leur mobilisation a abouti à la reconnaissance officielle de leur syndicat ainsi qu'à une revalorisation des salaires et une amélioration des conditions de travail. Ce documentaire s'intéresse au rôle essentiel des femmes lors de cette mobilisation sociale.

## Fiche technique
- Titre : With Babies and Banners: Story of the Women's Emergency Brigade
- Réalisation : Lorraine Gray
- Photographie : Ting Barrow, Lorraine Gray et Max Reid
- Montage : Mary Lampson et Melanie Maholick
- Production : Lyn Goldfarb et Lorraine Gray
- Société de production : Women's Film Project
- Pays :  États-Unis
- Genre : Documentaire
- Durée : 45 minutes
- Dates de sortie : 
  -  États-Unis : 6 février 1979 (New York)

## Distinctions
Le film a été nommé à l'Oscar du meilleur film documentaire.